# Jüdischer Friedhof (Metz)

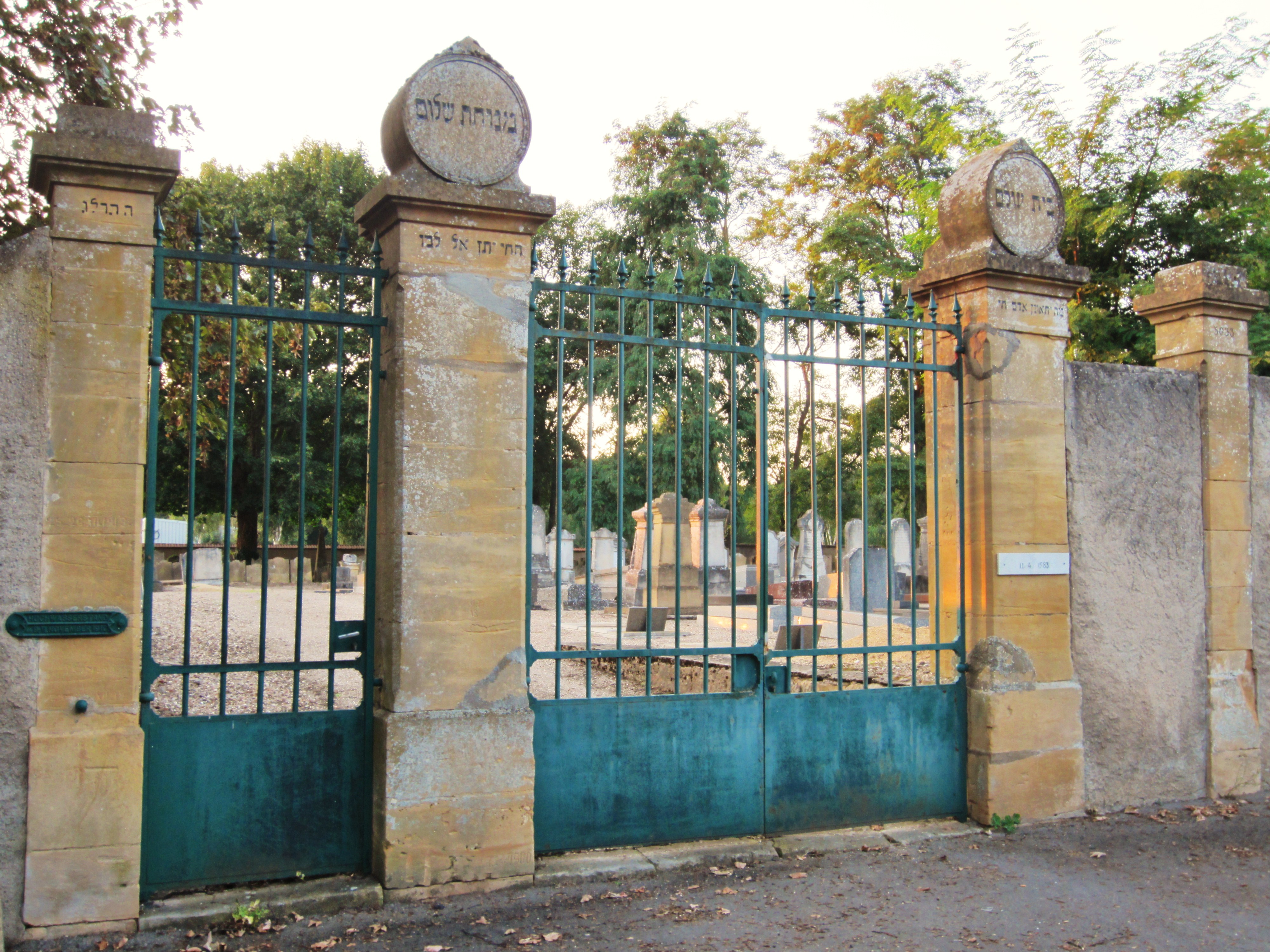
Eingang zum jüdischen Friedhof in Metz

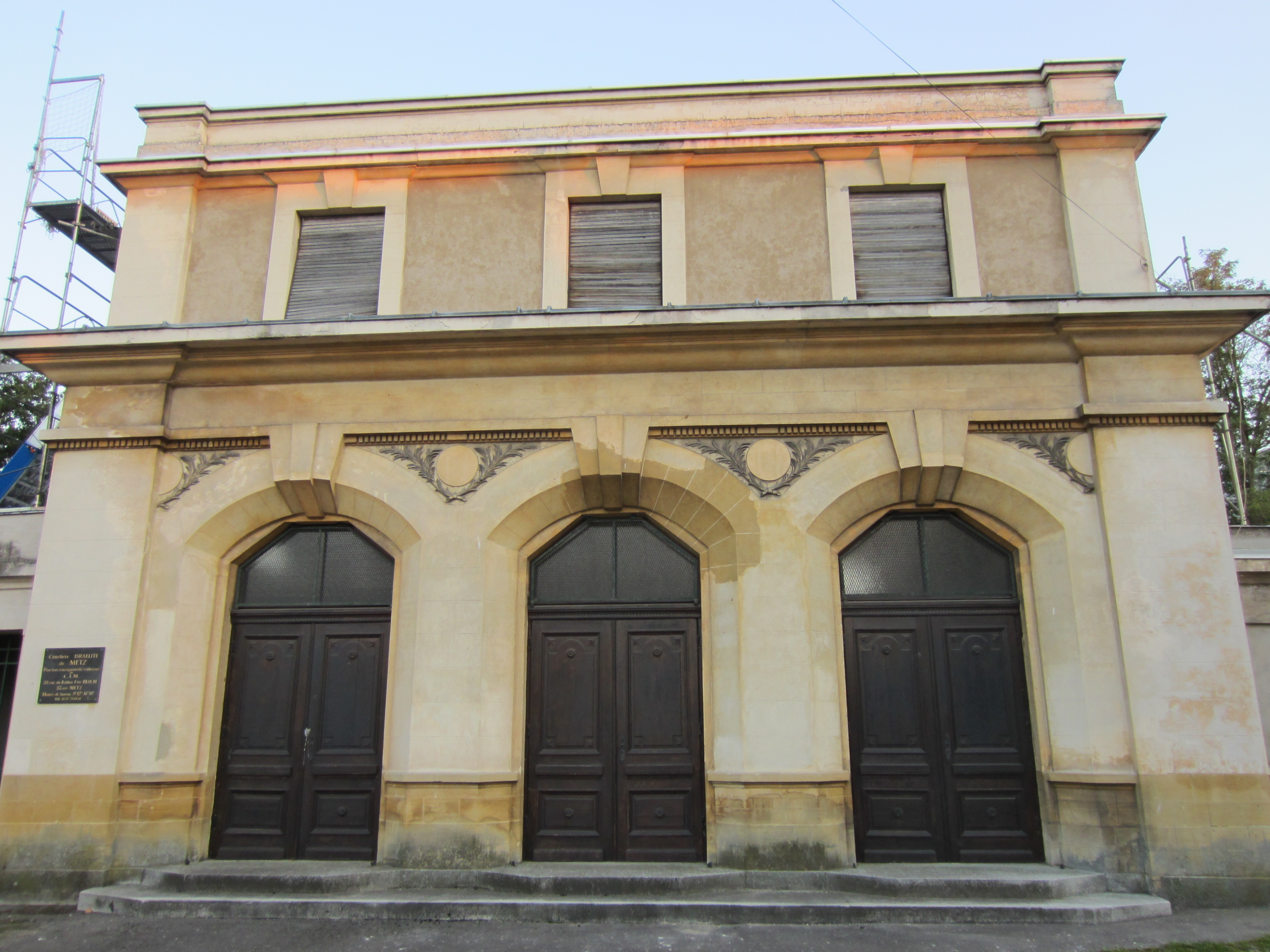
Trauerhalle

Der Jüdische Friedhof in Metz, einer französischen Stadt im Département Moselle in der historischen Region Lothringen, wurde 1873 angelegt. Der jüdische Friedhof befindet sich an der Avenue de Blida, er wird auch heute noch belegt. 
Auf dem Friedhof sind viele alte Grabsteine erhalten. Die Trauerhalle stammt aus dem 19. Jahrhundert.